# 诸葛仲方
诸葛仲方（9世纪—？），唐朝末年河阳节度使诸葛爽之子。
光启二年（886年）十月，诸葛爽去世，在帐中将刘经、泽州刺史张居言拥戴下，诸葛仲方自称留后。刘经惧怕河南尹、东都留守李罕之难以驾驭，与张居言想除去他，刘经亲自引兵镇洛阳。李罕之擅杀和自己有矛盾的部曲郭璆，军中不悦，刘经趁机煽动军众袭渑池李罕之寨，李罕之军乱，退守乾壕，刘经追击急攻，反为所败，退守敬爱寺（一作圣善寺），李罕之乘胜入屯洛阳苑中飞龙厩，激励其众攻敬爱寺，数日后趁风纵火，尽烧刘经军，刘经军众逃窜，被追斩殆尽。刘经退回河阳。李罕之进逼河阳，屯巩县、洛口，将要渡过汜水，刘经遣张居言率军去河上拒敌。当时诸葛仲方年幼，刘经主政，诸将心多不附。张居言秘密与李罕之通好，被刘经得知，张居言害怕，渡河投靠李罕之，合兵攻刘经，为其所败，退守怀州。
十二月，叛将奉国军节度使秦宗权部下决胜指挥使孙儒攻陷河阳军，诸葛仲方乘轻舟与刘经、王虔裕等出奔汴州投靠宣武军节度使朱全忠。河阳军为孙儒所据，孙儒自称节度使。
此后史书没有诸葛仲方的记载。